# اندیس گدار فور آهن ۲
گدار فور آهن ۲ یک اندیس فلزی است که در حوالی شهر عشق آباد استان خراسان ایران قرار دارد و مادهٔ معدنی موجود در آن، مس است.  